# 波多野元秀
波多野 元秀（はたの もとひで）は、戦国時代の武将。丹波国八上城主。12代将軍・足利義晴から偏諱を受け、晴通（はるみち）と名乗ったとされるが、一次史料に晴通という名は見られない。

## 生涯
波多野秀忠の嫡男として誕生したとみられる。
天文17年（1548年）に家督を継ぐと、父・秀忠に引き続き細川晴元を支持する。同年、同じ晴元陣営で秀忠の娘である波多野氏を娶っていた三好長慶が離縁、晴元と敵対する細川氏綱方の遊佐長教の娘の遊佐氏を娶り、晴元から離反した。晴元は天文18年（1549年）の江口の戦いに敗れ京都を追われたが、その後も長慶に抵抗し続け、元秀もその晴元に味方する。
天文21年（1551年）4月には三好長慶が元秀の居城・八上城を攻めたが、長慶方として従軍していた芥川孫十郎や池田氏（池田長正）、小川氏が元秀に内通し、長慶は越水城へと引き上げた。
同年11月には元秀や丹波国桑田郡の宇津にいた晴元が、桑田郡にいる元秀の一族・波多野秀親に味方になるよう働きかけており、また同じ頃晴元方牢人衆と長慶・氏綱方の丹波守護代・内藤国貞が同じ桑田郡で合戦を続けているなど、丹波の国人を二分する争いが続いていた。
天文22年（1552年）9月、三好長慶の家臣の松永久秀・長頼兄弟や内藤国貞らが波多野秀親の数掛山城（桑田郡）を攻めるが、晴元方の香西元成・三好政勝（宗渭）の援軍により長慶方は大敗、内藤国貞が討死した。この後、国貞の居城・八木城へは国貞の娘婿である松永長頼が入り、内藤宗勝と名乗って事実上の内藤家当主となる。これにより内藤氏はそれまで対等な同盟関係であった三好氏に従属することとなった。
弘治元年（1555年）9月と同3年（1557年）10月に八上城は長慶方の攻撃を受け、永禄2年（1559年）12月頃、八上城は長慶方に奪われ、その跡には松永久秀の甥・孫六が入った。内藤氏は丹波国船井郡を拠点とするが、多紀郡の八上城も制圧し、また桑田郡の波多野秀親・次郎父子も内藤宗勝に帰順したことでその勢力を大いに広げた。このこともあり、天文23年（1554年）から永禄4年（1561年）の間、元秀の文書は見られない。
しかし、永禄5年（1562年）12月には多紀郡味間村の味間伊豆守に夫役免除を行うなどしており、八上城を失ったとはいえ、多紀郡内においてそれらの権限を維持していた。また永禄3年（1560年）10月には三好長慶と敵対する畠山高政の援護のため、京都に波多野右衛門（秀治か）を派遣するなどし、三好氏への抵抗を続けていた。なお、永禄5年（1562年）12月から永禄7年（1564年）11月の間に、孫四郎から上総介へと名乗りを変えている。
この後、三好家では永禄7年（1564年）に長慶が死去。その跡を継いだ義継とそれを支える重臣・三好三人衆らが永禄8年（1565年）5月に将軍・足利義輝を殺害する（永禄の変）など波乱が続く。その最中の永禄8年（1565年）8月、丹波氷上郡の荻野直正に敗れて内藤宗勝が討死し、翌永禄9年（1566年）2月、元秀は八上城を攻め、松永孫六が退去したことで奪還に成功。これにより丹波の三好権力は駆逐された。
元秀はこの後、程なく死去したとみられ、元亀元年（1570年）までに秀治がその跡を継いでいる。